# Горы и холмы Англии

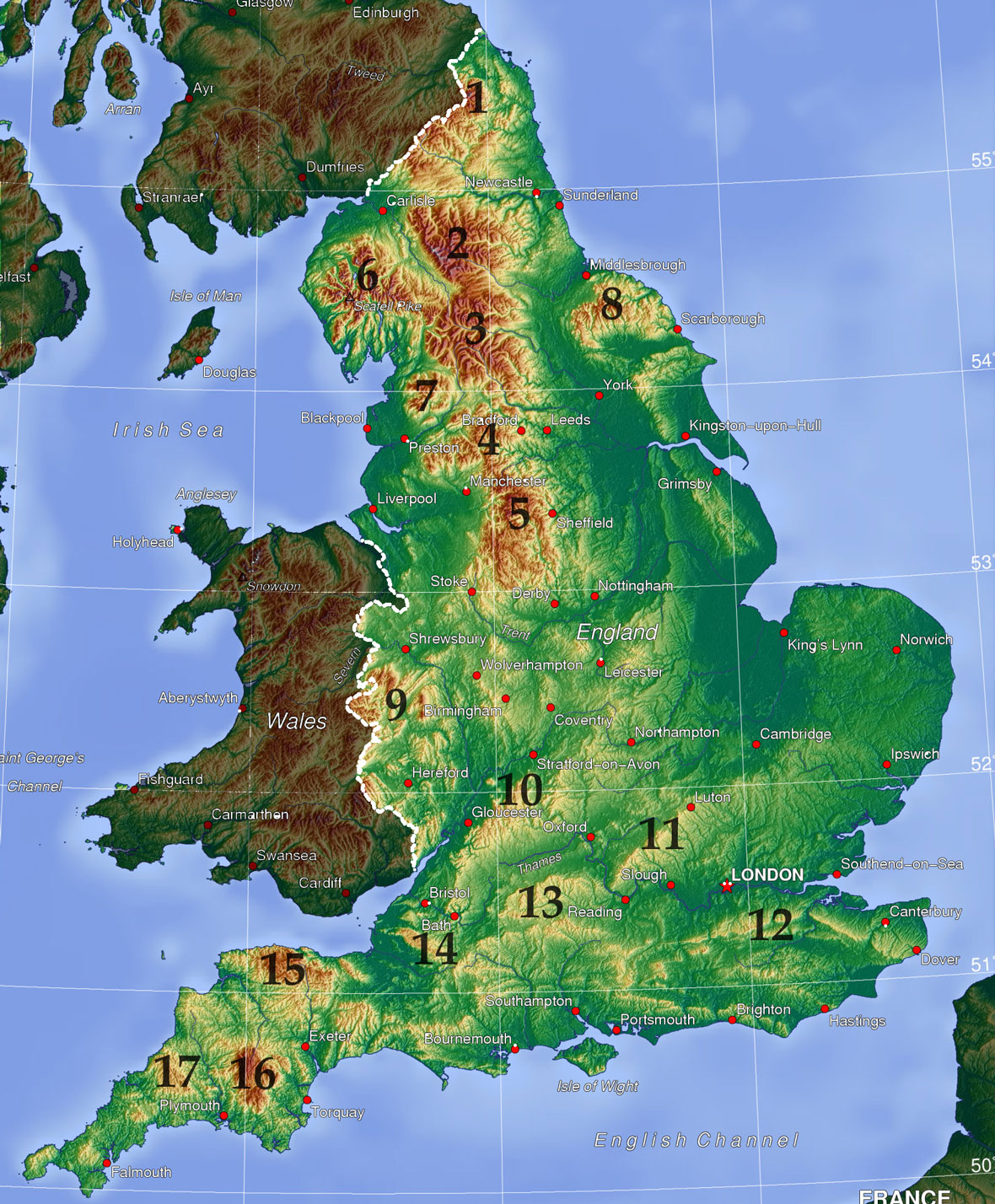
Топографическая карта Англии с главными возвышенностями пронумерованы: 1: Чевиот-Хилс; 2-5: Пеннинские горы (2: Северные Пеннинские горы; 3: Йоркшир Дейлс; 4: Южные Пеннинские горы; 5: Пик-Дистрикт); 6: Озёрный край; 7: Боуленд Форест; 8: Север Йорк Мурс; 9: Шропширские холмы; 10: Холмы Котсуолдс; 11: Чилтерн Хилс; 12: Норт Даунс; 13: Северный Уэссекс Даунс; 14: Холмы Мендип; 15: Эксмур; 16: Дартмур; 17: Бодмин-Мур

Горы и холмы Англии состоят из множества различных форм рельефа, таких как горный хребет высотой более 910 м (3000 футов), нескольких небольших территорий низких гор, предгорий и морских скал. Большинство основных возвышенностей входят в состав областей выдающейся природной красоты (англ. Areas of Outstanding Natural Beauty) или национальных парков. Самые высокие и наиболее обширные территории находятся на севере и западе (включая северо-запад), в то время как территории на юго-востоке и востоке страны, как правило, низменные.

## Северная Англия

### Чевиот-Хилс
К северу от вала Адриана и долины реки Тайн, на границе с Шотландией расположена цепь холмов Чевиот-Хилс, часто включаемая в состав Южно-Шотландской возвышенности. Английская часть Чевиот-Хилс, вместе с частью леса Килдер-Форест, входит в состав национального парка Нортамберленд.

### Пеннинские горы
Северные Пеннинские горы (Области выдающейся природной красоты) лежат к югу от вала Адриана и к востоку от Лейк-Дистрикта, где разделяются долиной реки Иден. Эти молодые скалы, состоящие в основном из известняка Каменноугольного периода, характеризуются небольшими склонами, покрытыми вересковыми пустошами, наивысшей точкой является гора Кросс-Фелл, высотой 893 м.
К югу от Северных Пеннинских гор, располагается основная часть Пеннинских гор (часто называемая «Спинной хребет Англии»), которая называется Йоркшир-Дейлс, состоящая преимущественно из известняковых территорий обширных долин и болот. Три пика Йоркшира являются самыми наивысшими точками территории Йоркшир-Дейлс, которая стала национальным парком в 1954 году.
Йоркшир-Дейлс заканчивается в Скиптоне, недалеко к югу находится болотистая местность, которая начинает подниматься между городскими центрами Большого Манчестера и Уэст-Йоркшира. Эта местность не имеет единого названия: западная часть возле Блэкберна называется Западные Пеннинские болота, восточная часть к северу от трассы А646 (включая известную местность Илкли-Мур), называется Южные Пеннины, маленькая территория между ними называется Форест-оф-Россендайл. Эти три группы холмов состоят преимущественно из торфяных болот, объединяются в северной части Пик-Дистрикт, известной как Дарк-Пик.
Пик-Дистрикт стал национальным парком в 1951 году, и остается наиболее популярным в стране, в значительной степени из-за близости к нескольким большим городам. Начало Пеннайн-Уэй, первой официального многодневного туристического маршрута Британских островов, находится в Идейле, на территории Пик-Дистрикта, в то время как второй конец маршрута находится в шотландской деревне Кирк-Йелтхолм, на Южно-Шотландской возвышенности, недалеко от границы с Англией.
В южной части Пик-Дистрикта (Уайт-Пик), вокруг Бакстона (англ.) и Хоп-Валли (англ.), находится известняковая территория, состоящая из большого числа пещер, особенно вокруг Каслтона. Пик-Дистрикт является южным окончанием Пеннинских гор, и переходит в центральную часть страны Мидлендс.

### Лейк-Дистрикт

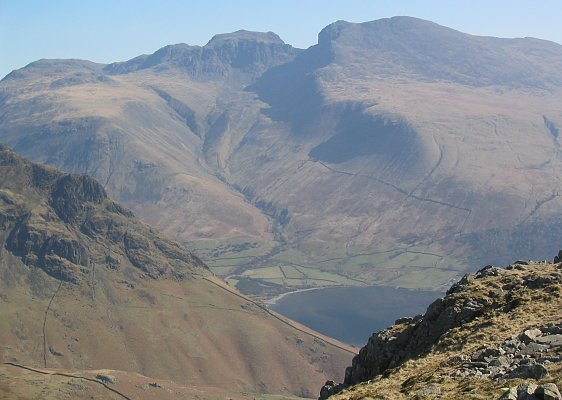
Ска-Фелл и Скофелл-Пайк на территории Лейк-Дистрикта

На территории Северной Англии в Лейк-Дистрикте, расположенном в графстве Камбрия, находятся самые высокие горы страны. Лейк-Дистрикт является одним из первых национальных парков, созданных на территории Великобритании в 1951 году. Самой высокой горой является Скофелл-Пайк, её высота составляет 978 м. Горы сформированы сланцами Ордовикского периода и вулканическими породами с незначительными вкраплениями известняка и обнажением других типов горных пород.

### Форест-оф-Боуленд

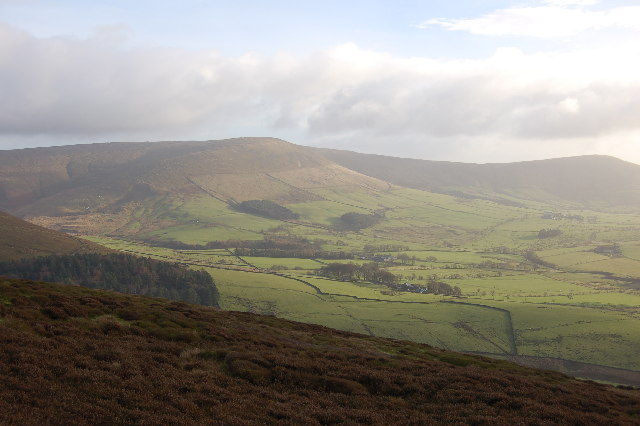
Фэр-Снейп-Фелл в Форест-оф-Боуленд

В стороне от центральной гряды Пеннинских гор, находятся два региона возвышенностей. Одним из них является Форест-оф-Боуленд (область выдающейся природной красоты), лежащая в Ланкашире. Вторая территория расположена возле Йоркшир-Дейлс и Южных Пеннинских гор, однако не принадлежит к их землям. Изолированная территория Пендл-Хилл находится в пределах границ области выдающейся природной красоты (ландшафтного парка).

### Норт-Йорк-Мурс
Территории от прибрежных городов Норт-Йоркшира, таких как Уитби и Скарборо и до равнин возле Терска, расположен национальный парк Норт-Йорк-Мурс, являющийся одной из крупнейших возвышенностей в восточной Англии. Самой высокой точкой, высота 454 м, является Эрра-Мур. На этой возвышенности базируется радарная база ВВС Британии. Территория сформирована известняками Юрского периода, богатыми различными окаменелостями, которые регулярно обнажаются из-за эрозии морских утесов.

## Мидлендс

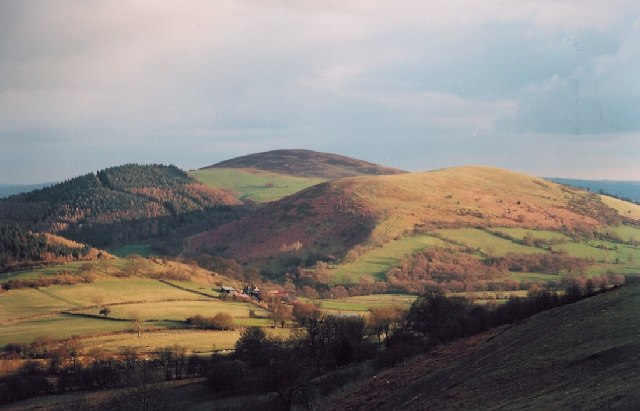
Хит-Минд в Шропшире

Территория Мидлендса имеет, в основном, плоскую поверхность, с несколькими отдельными холмами, такими как Тернерс, с которого открываются прекрасные виды. На западе Шропшир-Хилс, такие как Лонг-Минд, Кли и хребет Стиперстонс, расположенные близко к границе Уэльса, возвышаются на высоту более 500 м. Уэнлок-Эдж, тянущийся сквозь середину Шропшир-Хилс, является длинным, низким горным хребтом, который простирается на расстояние более 24 км. Далее на юг, гора Блэк, находящаяся на границе с Уэльсом возвышается на высоту более 700 м, и является самой высокой точкой в Херефордшире.
Так же на территории Мидлендса находятся другие небольшие территории невысоких холмов, такие как Каннок-Чейс в Стаффордшире и Чарнвуд-Форест в Лестершире.
Холмы Котсуолд-Хилс, простираются на территорию более 140 км и проходит через территорию шести графств, таких как Оксфордшир, Глостершир, Уилтшир, Сомерсет, Уорикшир и Вустершир. Территория является областью выдающейся природной красоты с 1966 года, её наивысшей точкой является холм Клив высотой 330 м.

## Юго-восточная Англия
На юго-востоке Англия имеет преимущественно плоский рельеф. Тем не менее в регионе простираются несколько цепей холмов, среди которых можно выделить Чилтерн-Хилс (наивысшая точка — холм Хаддингтон высотой 267 м), Норт-Уэссекс-Даунс (Уолбери, 297 м), Норт-Даунс и Саут-Даунс (включает меловые скалы Бичи-Хед и Севен-Систерс).

## Юго-Западная Англия

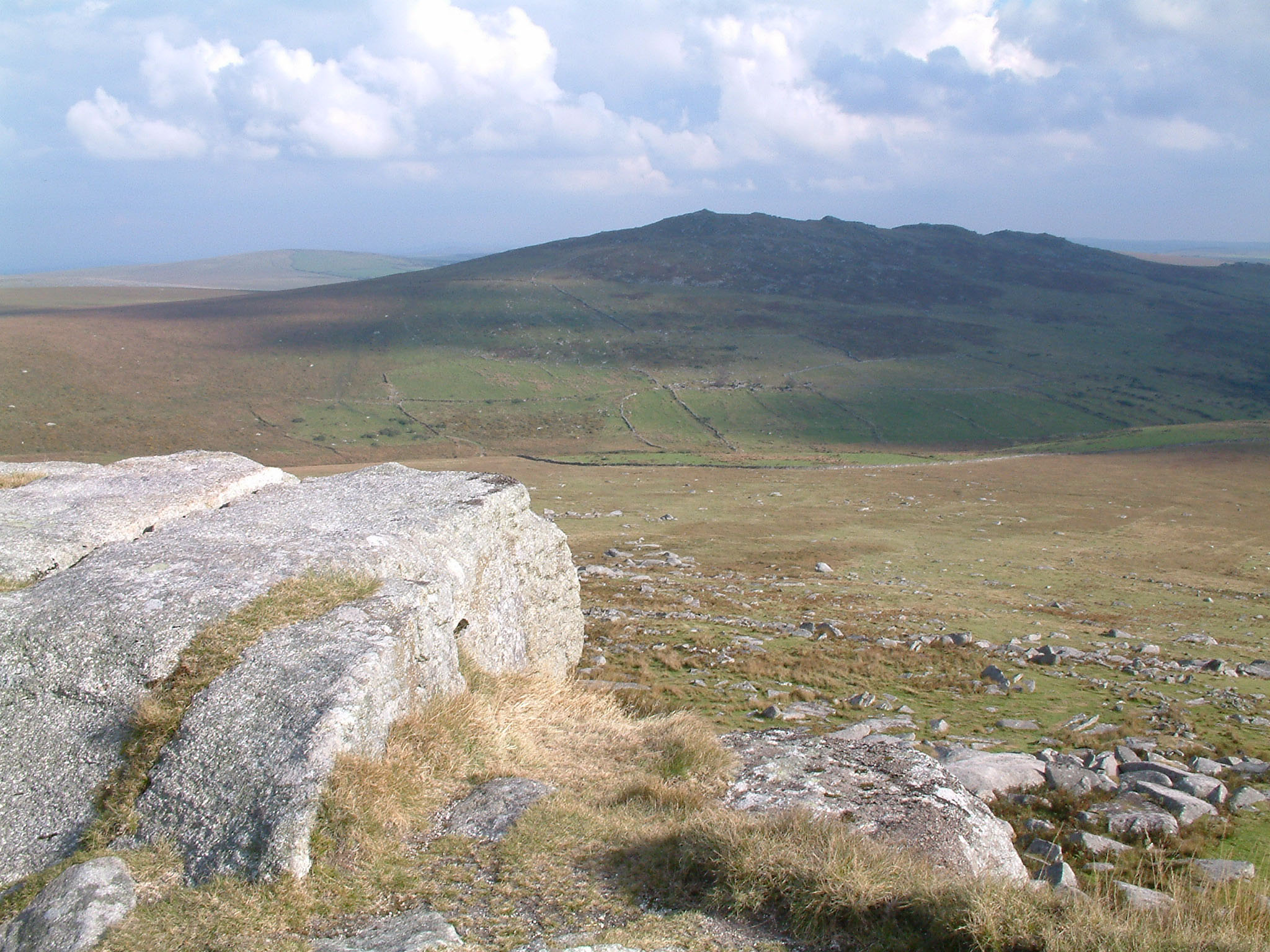
Браун-Уилли на территории Бодмин-Мур

К югу от Бристоля и Бата, расположены холмы Мендип-Хилс (наивысшая точка Блэк-Даун — 325 м), которые являются первой группой холмов Юго-Западной Англии. Пербек-Хилс тянется вдоль южного побережья Англии, кроме этого в регионе расположено большое количество холмов, таких как Кванток-Хилс (наивысшая точка Уиллс-Нек высотой 384 м), Дорсет-Даунс, Солсбери-Плейн и Кранборн-Чейс.
Холм Гластонбери-Тор, имеющий высоту всего 158 м, имеет большое значение и связан с легендой о Короле Артуре.
Самой высокой и обширной возвышенностью на юго-западе является болотистая территория на Юго-западном полуострове. В Национальном парке Эксмур, расположенном в западном Сомерсете и граничащем с Бристольским заливом самой высокой точкой является вершина Данкери-Бикон, высотой 519 м, которая описывается в книге Лорны Дуни англ. Lorna Doone. Холмистая болотистая местность Дартмур в графстве Девон простирается на площадь 650 км² (наивысшая точка Хай-Уилхейс 621 м) являлась пейзажем для фильма «Собака Баскервилей».
Бодмин-Мур, расположенный далее на юго-западе, является небольшой территорией (Браун-Уилли — 420 м) и известен благодаря Бодминскому зверю. Так же как и Дартмур, Бодмин-Мур является гранитным плато, в то время как Эксмур состоит из древнего красного песчаника.